# Kvinnosaksförbundet Unionen
Kvinnosaksförbundet Unionen r.f., Naisasialiitto Unioni ry är en ideell förening i Finland, som bildades 1892. Från början hette den Unionen Kvinnoförbundet i Finland r.f.
Bland organisationens grundare fanns Lucina Hagman, Maikki Friberg och Venny Soldan-Brofeldt. Unionens tidigaste verksamhet handlade bland annat om att kvinnor skulle få rösträtt, vilket uppnåddes i Finland 1906 (som ett av de första länderna i världen), jämställda löner och frihet från prostitution. Unionens fortsatta arbete har mycket handlat om att höja kvinnors sociala situation och att få fler kvinnor intresserade av att engagera sig i politiken. Den fungerar delvis som en form av paraplyorganisation för kvinnoorganisationer med mer specifika fokusfrågor, till vilka Unionen bland annat upplåter lokaler.
Unionen har enligt egna uppgifter ca 2300 medlemmar (2016).
Unionens ordförande Katju Aro och viceordförande Maryan Abdulkarim stod 2016 bakom bildandet av Feministiska partiet, men de betonade att partiet är ett helt självständigt projekt.

## Ordförande
- Lucina Hagman 1893–1908 (första gången)
- Annie Furuhjelm 1908–1913
- Lucina Hagman 1913–1920 (andra gången)
- Maikki Friberg 1920–1927
- Thyra von Beetzen-Östman 1928–1938
- Märta von Alfthan 1939–
- Fatim Diarra 2020- [1]